# Täby IS
Täby IS, TIS, bildades den 31 maj 1923 och är Täbys största idrottsförening. Föreningen består av fyra självständiga sektioner: fotboll, friidrott, innebandy, längdskidor. 

## Friidrott
Täby IS Friidrott är den enda föreningen i Täby som bedriver friidrott, och är jämte Turebergs FK den största friidrottsföreningen i norra Storstockholm. Av tradition är Täby IS Friidrott en så kallad löparklubb, då de flesta framgångar på nationella mästerskap har varit på medel- och långdistanslopp.

## Innebandy
Damlaget i Täby IS Innebandyförening tog sig upp till elitserien 2007/2008 efter att ha slagit ut Hammarby IF och Umeå City IBK i kvalet.  Säsongen 2013-14 gick innebandysektionen ihop med Täby FC och bildade därmed Världens största innebandyförening. Säsongen 2018–2019 blev Täby FCs damlag svenska mästare efter seger med 7-4 över KAIS Mora IF i finalmatchen. Hösten 2014 bytte Täby IS Innebandyförening helt inriktning. Den nya verksamheten är inriktad på att bedriva träningsverksamhet helt utan serie- eller cupspel.

## Fotboll
Inom fotboll har föreningen ett lag för handikappade barn, Täby Tigers, som främst är inriktat mot barn mellan 7 och 16 år med autism. Laget har funnits sedan 1990-talet.

## Längskidåkning och skidskytte
Inom längdskidor är Täby IS Skidor en av Stockholms största med en utbredd ungdomsverksamhet. Man driver också en av Stockholms största konstsnöskidspår på Arninge GK. Sektionen bedriver även skidskytte sedan 2017 tillsammans med Täby Skytteförening.

### Fotnoter
1. ↑  ”Klubbinfo”. Täby IF. Arkiverad från originalet den 21 september 2012. https://web.archive.org/web/20120921143156/http://www2.idrottonline.se/TabyIS/Foreningen/Klubbinfo/. Läst 15 oktober 2013.
2. ↑  ”Täby svenska mästare i innebandy” (på svenska). Sportbladet. 27 april 2019. https://www.aftonbladet.se/sportbladet/a/awO9xM/taby-skrallde--vann-sm-finalen. Läst 28 april 2019.
3. ↑  [www.tabyisinnebandy.se ”Täby IS Innebandyförening”]. www.tabyisinnebandy.se. Läst 20 maj 2015.